# Може да има друга политика
„Може да има друга политика“ е унгарска зелено либерална политическа партия. Основана е през 2009 г. и се основава на принципите на либералната, лявоцентристката и консервативната политическа идеология, с акцент върху екологията и радикалната демокрация.

## Резултати от парламентарни избори
| година | процент гласове | спечелени мандати | получени гласове | статус                 |
| ------ | --------------- | ----------------- | ---------------- | ---------------------- |
| 2010   | 7,48 %          | 16                | 383 876          | парламентарна опозиция |

| година | процент гласове | спечелени мандати | получени гласове |
| ------ | --------------- | ----------------- | ---------------- |
| 2009   | 2,61 %          | 0                 | 75 522           |